# Кейн, Хелен
Хелен Кейн (англ. Helen Kane), урождённая Хелен Клер Шрёдер (англ. Helen Clare Schroeder; 4 августа 1904, Бронкс, Нью-Йорк — 26 сентября 1966, Джэксон-Хайтс, Нью-Йорк) — американская певица и музыкант, она также снималась в кино и выступала в водевиле. Между 1928 и 1930 годом Хелен записала двадцать два сингла, самыми же известными её песнями были «That’s My Weakness Now» и «I Wanna Be Loved by You», с которой она выступала в конце 1920-х.

## Биография

### Ранние годы
Хелен Клер Шрёдер родилась 4 августа 1904 года и была младшей из трёх детей в семье Луиса Шрёдера, сына немецкого иммигранта, который не имел постоянной работы и ирландской иммигрантки Эллен Шрёдер (урождённой Диксон), которая работала в прачечной. В детстве Кейн посещала церковно-приходскую школу святого Ансельма в Бронксе.

### Карьера
К тому времени когда Кейн исполнилось пятнадцать лет, она уже профессионально выступала на сцене и даже успела побывать на гастролях театра «Орфей» вместе с Братьями Маркс в их шоу «На балконе» (On the Balcony). В начале 1920-х она выступала в водевиле как певица и танцовщица, а с 1921 года в театре «Palace Theatre» на Бродвее. Её первые выступления были в постановке «Звёзды будущего» (Stars of the Future с 1922 по 1924, а после короткое возвращение в 1927). Она также пела на сцене вместе с трио «Сёстры Гамильтон и Фордайс», которые позже стали называться Three X Sisters.
Перерыв в карьере у Кейн произошёл в 1927 году, когда играла в мюзикле «Ночь в Испании», который показывали с 3 мая по 11 ноября того же года и который выдержал 174 представления в театре «44th Street Theatre» на Бродвее. Впоследствии Пол Эш, американский композитор, предложил Хелен выступать в театре «Парамаунт». Первое выступление Кейн в этом театре на Таймс-сквер стало стартовой точкой её карьеры, она исполняла песню «That’s My Weakness Now», которая быстро нашла отклик в сердцах современных девушек того времени. В 1928 году в мюзикле «Хороший парень» (Good boy) Оскара Хаммерстайна Кейн впервые исполнила песню «I Wanna Be Loved by You», после чего она получила прозвище «Boop-Boop-a-Doop Girl» из-за её детского голоса и исполнения песни скэтом.
Кейн обладала превосходной дикцией, в своих песнях она смешивала несколько модных стилей конца 1920-х. К ним относилось пение скэтом, которое являлось своего рода специфическим способом вокальной джазовой импровизации, а также смешивание пения и речи, то есть речевое пение. Оно было популярным в то время в Веймарской республике в основном в ночных клубах и академической музыке. Кейн записала 22 сингла между 1928 и 1930 годами, а потом, между 1930 и до 1951, ещё четыре и также дублировала вокал песни «I Wanna Be Loved by You» для голоса Дебби Рейнольдс в фильме «Три маленьких слова».

### Бетти Буп
В 1930, по образу Кейн был создан анимационный персонаж Бетти Буп. Кейн подала иск на 250 000 $ на создателей мультфильма, утверждая что персонаж Бетти Буп был основан на её образе и песнях. Хотя это нашло подтверждение, суд решил дело в пользу Макса Флейшера, создателя персонажа, установив, что образ самой Кейн не был оригинален, как и слова её песни «I Wanna Be Loved by You», вокруг которых и развернулись споры.

### В кино
В 1929 году Парамаунт Пикчерз подписали с Кейн контракт на выступление в нескольких мюзиклах за 8 000$ в неделю (сумма примерно равная 160 000$ в 2009 году).
Несмотря на то, что Кейн никогда не играла главных ролей в фильмах (за исключением фильма «Dangerous Nan McGrew»), она была настолько популярна, что во время премьеры фильма «Sweetie» в Нью-Йорке её имя было помещено в заголовках афиш, хотя главную роль играла не она, а Нэнси Кэрролл. В начальных титрах к «Pointed Heels», её имя указано заглавными буквами на одной строке вместе с Уильямом Пауэллом и чуть ниже Фэй Рэй, имена же остальных актёров указаны мелкими буквами снизу.

### Поздние годы
С началом Великой депрессии с ярким миром флэпперов было покончено, поскольку свойственная флэпперам установка на гедонизм и личностную самореализацию стала неактуальной в эти тяжёлые годы. Кейн имела большой успех среди публики именно этой среды, а с концом флэпперства она утратила былую популярность. В 1933 году её пригласили играть в мюзикле «Загадочная леди» (Shady Lady), также в 1930-е она выступала в различных ночных клубах и театрах. Тем не менее, после 1931 года она потеряла благосклонность кинематографистов, которые теперь выбирали других актрис для своих мюзиклов и театральных постановок.
В 1950 она дублировала Дебби Рейнольдс во время исполнения той песни «I Wanna Be Loved by You» в биографическом фильме Берта Кальмара и Гарри Руби «Три маленьких слова», однако она не была указана в титрах, но её фамилия появилась во время этой сцены (с Дебби Рейнольдс и Карлтоном Карпентером) крупно на рекламе вверху. В 1950-х и 1960-х она также появлялась в нескольких телевизионных шоу, главным образом в «Шоу Эда Салливана», хотя она также выступала в «I've Got a Secret» и в «You Asked for It». Последнее выступление Кейн на публике было в «Шоу Эда Салливана» в День святого Патрика в 1965 году.
Кейн боролась с раком молочной железы более десяти лет. В 1956 ей была сделана операция в Мемориальном госпитале.
Хелен Кейн умерла 26 сентября 1966 года в своей квартире в районе Джэксон-Хайтс в Квинсе. Она была похоронена на Национальном кладбище Лонг-Айленда.

### Личная жизнь
В ноябре 1924 Хелен Шрёдер вышла замуж за Джозефа Кейна и взяла его фамилию, под которой впоследствии и стала известна. Брак закончился 1928, а в декабре 1932 Хелен уехала в Мексику чтобы окончательно его расторгнуть. В феврале 1933 она вышла замуж за актёра Макса Хоффмана-младшего. После шести месяцев брака он бросил её и Хелен подала на развод, который был завершён в мае 1935 года. В 1939 году она вышла замуж за Дэна Хили, с которым она работала в мюзикле «Хороший парень» в 1928. Они открыли свой ресторан в Нью-Йорке, который назвали «Грилль Хили» (Healy’s Grill). Замужем за Дэном Хелен оставалась до конца своей жизни, детей у них не было.

## Фильмография
| Год  |     | Русское название     | Оригинальное название       | Роль             |
| ---- | --- | -------------------- | --------------------------- | ---------------- |
| 1929 | ф   | Ничего, кроме правды | Nothing But the Truth       | Мейбл Джексон    |
| 1929 | ф   |                      | Sweetie                     | Хелен Фрай       |
| 1929 | ф   |                      | Pointed Heels               | Дот Никсон       |
| 1930 | ф   | Армейский парад      | Paramount on Parade         | учительница      |
| 1930 | ф   |                      | Dangerous Nan McGrew        | Нэн МакГрю       |
| 1930 | ф   |                      | Heads Up                    | Бетти Трамбл     |
| 1931 | кор |                      | A Lesson in Love            | Хелен            |
| 1932 | кор |                      | Hollywood on Parade No. A-3 | играет саму себя |
| 1950 | ф   | Три маленьких слова  | Three Little Words          | Хелен Кейн       |

## Дискография
|    | Песня                                      | Дата выпуска      | Примечания                               |
| -- | ------------------------------------------ | ----------------- | ---------------------------------------- |
| 1  | «Get Out and Get Under the Moon»           | 16 июля, 1928     |                                          |
| 2  | «That's My Weakness Now»                   | 16 июля, 1928     |                                          |
| 3  | «I Wanna Be Loved by You»                  | 20 сентября, 1928 | из мюзикла «Хороший парень»              |
| 4  | «Is There Anything Wrong in That?»         | 20 сентября, 1928 |                                          |
| 5  | «Don’t Be Like That»                       | 20 декабря, 1928  |                                          |
| 6  | «Me and the Man in the Moon»               | 20 декабря, 1928  |                                          |
| 7  | «Button Up Your Overcoat»                  | 30 января, 1929   | из мюзикла "Follow Thru                  |
| 8  | «I Want to Be Bad»                         | 30 января, 1929   | из мюзикла «Follow Thru»                 |
| 9  | «Do Something»                             | 15 марта, 1929    | из фильма «Ничего, кроме правды»         |
| 10 | «That’s Why I’m Happy»                     | 15 марта, 1929    |                                          |
| 11 | «I’d Do Anything for You»                  | 14 июня, 1929     |                                          |
| 12 | «He's So Unusual»                          | 14 июня, 1929     | из фильма «Sweetie»                      |
| 13 | «Ain’tcha?»                                | 29 октября, 1929  | из фильма «Pointed Heels»                |
| 14 | «I Have to Have You»                       | 29 октября, 1929  | из фильма «Pointed Heels»                |
| 15 | «I’d Go Barefoot All Winter Long»          | 18 марта, 1930    |                                          |
| 16 | «Dangerous Nan McGrew»                     | 12 апреля, 1930   | из фильма «Dangerous Nan McGrew»         |
| 17 | «Thank Your Father»                        | 12 апреля, 1930   | из мюзикла «Flying High»                 |
| 18 | «I Owe You»                                | 12 апреля, 1930   | из фильма «Dangerous Nan McGrew»         |
| 19 | «Readin' Ritin' Rhythm»                    | 1 июля, 1930      | из фильма «Heads Up!»                    |
| 20 | «I’ve Got It (But It Don’t Do Me No Good)» | 1 июля, 1930      | из фильма «Young Man of Manhattan»       |
| 21 | «My Man Is on the Make»                    | 2 июля, 1930      | из фильма "Heads Up!                     |
| 22 | «If I Knew You Better»                     | 2 июля, 1930      | из фильма «Heads Up!»                    |
| 23 | «I Tawt I Taw a Puddy Tat»                 | между 1950-51     | вместе с «Jimmy Carroll & His Orchestra» |
| 24 | «Beanbag Song»                             | между 1931-51     | вместе с «Jimmy Carroll & His Orchestra» |
| 25 | «Hug Me! Kiss Me! Love Me!»                | между 1931-51     | вместе с «George Siravo & His Orchestra» |
| 26 | «Aba Daba Honeymoon»                       | между 1931-51     | вместе с «George Siravo & His Orchestra» |
| 27 | «I Wanna Be Loved by You»                  | 1950              | из фильма «Три маленьких слова»          |

Даты выпуска песен взяты с CD «Helen Kane — Great Original Performances — 1928 to 1930 (RPCD 323)»